# Lavras do Sul
Pour les articles homonymes, voir Lavras (homonymie).
Lavras do Sul est une ville brésilienne du Sud-Ouest de l'État du Rio Grande do Sul, faisant partie de la microrégion Campanha méridionale et située à 325 km au sud-ouest de Porto Alegre, capitale de l'État. Elle se situe à une latitude de 30° 48′ 42″ sud et à une longitude de 53° 54′ 01″ ouest, à une altitude de 277 mètres. Sa population était estimée à 8 115, pour une superficie de 2 600 km2.
À partir de 1796, la découverte d'or sur le territoire de l'actuelle municipalité attira des Anglais et des Belges.

## Villes voisines
- São Gabriel
- Santa Margarida do Sul
- Vila Nova do Sul
- São Sepé
- Caçapava do Sul
- Bagé
- Dom Pedrito